# Володимир (Мороз)
Митрополит Володимир (справжнє ім'я Віорел Лазарович Мороз; нар. 15 серпня 1959, с. Молодія Глибоцького району Чернівецької області) — єпископ УПЦ (МП) з титулом Митрополит Почаївський. Намісник Свято-Успенської почаївської лаври. За даними OSINT-розслідування Molfar, підтримує російську пропаганду, заперечує російську агресію проти України. Фігурант центру Миротворець за антиукраїнську пропаганду на користь Росії.

## Біографія
Народився 15 серпня 1959 року в селі Молодія Глибоцького району Чернівецької області в селянській родині. Етнічний молдованин.
1977 року закінчив середню школу. З 1977 по 1979 рік служив у радянській армії. Протягом 1979—1980 років працював завскладом у Чернівецькому єпархіальному управлінні. У 1981 році зарахований до числа братії Свято-Успенської Почаївської Лаври. У 1982 році став рясофорним монахом (без постригу), у 1983 році — пострижений у чернецтво з нареченням імені Володимир. 1983 року був возведений у сан ієродиякона, а у 1984 році — в сан ієромонаха.
1988 року закінчив Московську духовну семінарію. У 1989 році возведений у сан ігумена. З 1991 року перебуває у клірі Чернівецької єпархії УПЦ МП, призначений намісником Свято-Іоанно-Богословського чоловічого монастиря в селі Хрещатик Заставнівського району Чернівецької області. 7 липня 1992 року возведений у сан архімандрита.
28 вересня 1992 року переведений до Почаївської Лаври, ніс послух регента, економа. Володимир Мороз починає як регент, економ. 27 липня 1996 року призначений намісником Лаври.
3 грудня 2000 року прийняв сан єпископа Почаївського, вікарія Київської митрополії УПЦ МП. 9 липня 2006 року Володимира возведено в сан архієпископа, 2012 року — у сан митрополита.